# Trebević
Trebević je planina u jugoistočnom dijelu Bosne i Hercegovine. Nalazi se jugoistočno od Sarajeva, visoka je 1627 metara i nadovezuje se na planinu Jahorinu. 
Trebević predstavlja značajan turistički i rekreativni centar, koji je u proteklom ratu dosta uništen. S ovim izletištem grad je povezan asfaltnim putem i žičarom dužine 1700 m. Tijekom rata žičara je uništena razaranjem te je obnovljena i ponovno stavljena u upotrebu početkom travnja 2018. godine.
Zbog idealne konfiguracije terena ovdje je izgrađena kombinirana staza za bob i sankanje, i tu su održana natjecanja u ovim disciplinama za vrijeme 14. Zimskih olimpijskih igara 1984.
Na 1566 m,  blizu vrha, 1975. izgrađen je telekomunikacijski toranj visine 60 m i jedini je telekomunikacijski relej koji NATO-vo zrakoplovstvo nije uništilo 1995. tijekom bombardiranja relejâ. Važan je telekomunikacijski čvor za Sarajevo i predajnik za nekoliko RTV postaja.